# Stromatopelma calceatum
Stromatopelma calceatum là một loài nhện trong họ Theraphosidae.
Loài này thuộc chi Stromatopelma. Stromatopelma calceatum được Johan Christian Fabricius miêu tả năm 1793.